# Karin Andersson (politiker)
Karin Elisabet Andersson, född 8 oktober 1918 i Ås församling, Hallands län, död 20 juli 2012 i Veddige-Kungsäters församling, Hallands län, var en svensk politiker (c) och statsråd.
Hon tog en socionomexamen 1951 och studerade 1951–1953 vid Stockholms högskola. Hon var 1947 journalist vid Hallands Nyheter, 1948–1957 vid RLF-tidningen, 1957–1960 producent vid Sveriges Radio, 1960–1965 PR-chef vid RLF, 1966–1979 förbundssekreterare vid Centerns kvinnoförbund.
Hon var 1966–1973 ledamot av kommunfullmäktige i Stockholm, 1971–1985 ledamot av Sveriges riksdag och 1979–1982 statsråd i arbetsmarknadsdepartementet med ansvar för invandrar- och jämställdhetsfrågor, med andra ord invandrarminister och jämställdhetsminister.
Hon deltog i Reklamutredningen 1966–1974 och Distributionsutredningen 1970–1975 samt var ordförande i jämställdhetskommittén 1976–1979 och styrelseledamot i invandrarverket 1976–1979.